# Mistrovství světa v klasickém lyžování 2013
Mistrovství světa v klasickém lyžování 2013 probíhalo ve dnech 20. února až 3. března 2013 v italském Val di Fiemme. Bylo to již potřetí, co se zde šampionát konal, předtím to bylo v letech 1991, 2003.

## Běh na lyžích

### Muži
| Soutěž                           | Zlato                                                       | Stříbro                                                          | Bronz                                                          | Čeští reprezentanti                                                  |
| 15 km volnou technikou detaily   | Petter Northug                                              | Johan Olsson                                                     | Tord Asle Gjerdalen                                            | 19. Lukáš Bauer, 23. Aleš Razým, 27. Jiří Magál, 30. Martin Jakš     |
| 30 km skiatlon (2x15 km) detaily | Dario Cologna                                               | Martin Johnsrud Sundby                                           | Sjur Røthe                                                     | 23. Lukáš Bauer, 28. Martin Jakš, 31. Jiří Magál, 66. Ondřej Horyna  |
| 50 km klasickým stylem detaily   | Johan Olsson                                                | Dario Cologna                                                    | Alexej Poltoranin                                              | 16. Lukáš Bauer, 20. Jiří Magál, 26. Martin Jakš, 46. Ondřej Horyna  |
| Štafeta 4 x 10 km detaily        | Tord Asle Gjerdalen Eldar Rønning Sjur Røthe Petter Northug | Daniel Richardsson Johan Olsson Marcus Hellner Calle Halfvarsson | Jevgenij Bělov Maxim Vylegžanin Alexandr Legkov Sergej Usťugov | 11. Jiří Magál Lukáš Bauer Aleš Razým Martin Jakš                    |
| Sprint (1,5 km) detaily          | Nikita Krjukov                                              | Petter Northug                                                   | Alex Harvey                                                    | 31. Aleš Razým, 55. Jan Bartoň, 62. Ondřej Horyna, 65. Dušan Kožíšek |
| Týmový sprint (6x1,5km) detaily  | Alexei Peťuchov Nikita Krjukov                              | Marcus Hellner Emil Jönsson                                      | Nikolaj Čebotko Alexej Poltoranin                              | 8. Dušan Kožíšek, Aleš Razým                                         |

### Ženy
| Soutěž                            | Zlato                                                                      | Stříbro                                                          | Bronz                                                           | České reprezentantky                                                                        |
| 10 km volnou technikou detaily    | Therese Johaugová                                                          | Marit Bjørgenová                                                 | Julija Čekaljovová                                              | 41. Eva Vrabcová Nývltová, 56. Petra Nováková                                               |
| 15 km skiatlon (2x7,5 km) detaily | Marit Bjørgenová                                                           | Therese Johaugová                                                | Heidi Wengová                                                   | –––                                                                                         |
| 30 km klasickým stylem detaily    | Marit Bjørgenová                                                           | Justyna Kowalczyková                                             | Therese Johaugová                                               | 26. Eva Vrabcová Nývltová                                                                   |
| Štafeta 4 x 5 km detaily          | Heidi Wengová Therese Johaugová Kristin Størmer Steiraová Marit Bjørgenová | Ida Ingemarsdotter Emma Wikénová Anna Haagová Charlotte Kallaová | Julia Ivanova Alija Iksanova Mariya Guschina Julija Čekaljovová | 12. Eva Vrabcová Nývltová, Petra Nováková, Karolína Grohová, Lucie Charvátová               |
| Sprint (1,2 km) detaily           | Marit Bjørgenová                                                           | Ida Ingemarsdotter                                               | Maiken Caspersenová Fallaová                                    | 34. Karolína Grohová, 35. Eva Vrabcová Nývltová, 51. Lucie Charvátová, 52. Sandra Schützová |
| Týmový sprint (6x1,2 km) detaily  | Jessica Digginsová Kikkan Randallová                                       | Charlotte Kallaová Ida Ingemarsdotter                            | Riikka Sarasoja-Lilja Krista Lähteenmäkiová                     | 14. Eva Vrabcová Nývltová, Petra Nováková                                                   |

## Skoky na lyžích
| Soutěž                                    | Zlato                                                                   | Stříbro                                                                          | Bronz                                                        | Čeští reprezentanti                                                  |
| Střední můstek (muži) detaily             | Anders Bardal                                                           | Gregor Schlierenzauer                                                            | Peter Prevc                                                  | 12. Jan Matura, 25. Lukáš Hlava, 29. Roman Koudelka, 31. Jakub Janda |
| Velký můstek (muži) detaily               | Kamil Stoch                                                             | Peter Prevc                                                                      | Anders Jacobsen                                              | 5. Jan Matura, 24. Lukáš Hlava, 30. Roman Koudelka, 46. Jakub Janda  |
| Velký můstek (týmy mužů) detaily          | Wolfgang Loitzl Manuel Fettner Thomas Morgenstern Gregor Schlierenzauer | Andreas Stjernen Tom Hilde Anders Bardal Anders Jacobsen                         | Andreas Wank Severin Freund Michael Neumayer Richard Freitag | 7. Roman Koudelka Lukáš Hlava Jakub Janda Jan Matura                 |
| Střední můstek (ženy) detaily             | Sarah Hendrickson                                                       | Sara Takanašiová                                                                 | Jacqueline Seifriedsberger                                   | 28. Michaela Doleželová, 39. Vladěna Pustková                        |
| Střední můstek (smíšené družstvo) detaily | Daiki Itō Taku Takeuchi Yūki Itō Sara Takanašiová                       | Gregor Schlierenzauer Thomas Morgenstern Chiara Hölzl Jacqueline Seifriedsberger | Severin Freund Richard Freitag Carina Vogtová Ulrike Gräßler | 10. Michaela Doleželová Jakub Janda Vladěna Pustková Jan Matura      |

## Severská kombinace
| Soutěž                                       | Zlato                                                                | Stříbro                                                 | Bronz                                                   |
| Střední můstek + 10 km (jednotlivci) detaily | Jason Lamy-Chappuis                                                  | Mario Stecher                                           | Björn Kircheisen                                        |
| Velký můstek + 10 km (jednotlivci) detaily   | Eric Frenzel                                                         | Bernhard Gruber                                         | Jason Lamy-Chappuis                                     |
| Velký můstek + 7,5 km (týmy) detaily         | Sébastien Lacroix Jason Lamy-Chappuis                                | Wilhelm Denifl Bernhard Gruber                          | Tino Edelmann Eric Frenzel                              |
| Velký můstek + 5 km (týmy) detaily           | François Braud Maxime Laheurte Sébastien Lacroix Jason Lamy-Chappuis | Jørgen Graabak Håvard Klemetsen Magnus Krog Magnus Moan | Taylor Fletcher Bryan Fletcher Todd Lodwick Bill Demong |

## Medailové pořadí národů
| Pořadí | Země       | Zlato | Stříbro | Bronz | Celkově |
| 1      | Norsko     | 8     | 5       | 6     | 19      |
| 2      | Francie    | 3     | 0       | 1     | 4       |
| 3      | Rusko      | 2     | 0       | 3     | 5       |
| 4      | USA        | 2     | 0       | 1     | 3       |
| 5      | Švédsko    | 1     | 6       | 0     | 7       |
| 6      | Rakousko   | 1     | 5       | 1     | 7       |
| 7      | Německo    | 1     | 1       | 3     | 5       |
| 8      | Polsko     | 1     | 1       | 1     | 3       |
| 9      | Japonsko   | 1     | 1       | 0     | 2       |
| 9      | Švýcarsko  | 1     | 1       | 0     | 2       |
| 11     | Slovinsko  | 0     | 1       | 1     | 2       |
| 12     | Kazachstán | 0     | 0       | 2     | 2       |
| 13     | Kanada     | 0     | 0       | 1     | 1       |
| 13     | Finsko     | 0     | 0       | 1     | 1       |
| Celkem | Celkem     | 21    | 21      | 21    | 63      |